# Минный катер

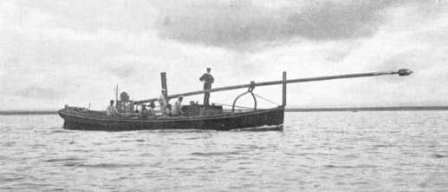
Паровой минный катер с шестовой миной в походном положении.

Ми́нный ка́тер — класс малых боевых судов — носителей активного минного оружия — шестовых, буксируемых, метательных или самодвижущихся мин/«мин Уайтхеда» (торпед; название «мина Уайтхеда» оставалось в Российском Императорском Флоте нарицательным для торпед всех систем и изготовителей вплоть до 1917 года).
Также минные катера использовались и для постановки минных заграждений. Имели распространение в последней трети XIX — первые годы XX веков, став предшественниками миноносок (которые, в свою очередь, были предшественниками миноносцев) и торпедных катеров. В ряде государств и стран, в том числе и в Российской Империи, разграничение между минными катерами и миноносками официально не проводилось, и существовало несколько терминов для обозначения минных катеров — минная лодка, минная шлюпка, минный баркас, минный катер. Со временем в документах Морского министерства Российской Империи появился термин «миноноска», закреплённый приказом генерал-адмирала Великого князя Константина Николаевича от 15 апреля 1878 года. Не следует путать описываемые в этой статье минные катера — носители активного минного оружия — с минными катерами (обычно называли миномётными катерами) — носителями реактивных систем залпового огня, применявшимися на реках и Балтийском море Рабоче-Крестьянским ВМФ Союза ССР в ходе Великой Отечественной войны

## Минный катер и миноноска: ориентиры для условного разделения между этими классами малых боевых судов
Минные катера имели следующие основные отличия от миноносок:
- Минные катера имели меньшее водоизмещение (до 15-16 метрических тонн), чем миноноски (последние — до 30-35 тонн; хотя были примеры классификации как «миноносок» минных боевых судов водоизмещением и порядка 10 тонн). Также для минных катеров характерны меньшие геометрические размеры (длина корпуса не более 18-20 метров — хотя встречались и минные катера длиной до приблизительно 25 метров), меньшая скорость и существенно худшая мореходность[2];
- Судовое стрелково-артиллерийское вооружение или отсутствовало, или было представлено митральезами или 1-2 пулемётами или пушками калибра не более 47 мм[3][4];
- Миноноски (в отличие от минных катеров) всегда имели развитое (как для судов такого водоизмещения эпохи парового флота) парусное вооружение[5].

В то же время — существует ряд заблуждений относительно отличий минных катеров от миноносок:
- 1) Миноноска являлась судном специальной постройки, в отличие от первых минных катеров, которые переоборудовались из подручных (неспециализированных) паровых катеров — разъездных, гидрографических и тому подобных. На самом же деле — во всех военных флотах мира за исключением российского — и минные катера тоже уже изначально были судами специальной постройки (да и в Российском Императорском Флоте часть катеров начального периода их применения уже были специальной постройки — например минный катер «Чесма»);
- 2) Минные катера как правило были вооружены шестовыми или буксируемыми минами, катера — носители торпед уже было принято называть миноносками (хотя, с одной стороны были примеры вооружения минных катеров торпедами («Чесма», «Синоп»), с другой — миноноски и даже минные крейсера часто вооружали шестовыми минами). На самом деле — уже с первой половины 1880-х гг. минные катера всех военных флотов, кроме российского, строили из расчета на вооружение торпедами, а вооружение миноносок шестовыми минами характерно для российского военного флота (в нем на 1879 год абсолютное большинство — 86 из 109 — миноносок действительно вооружались шестовыми минами[6]) — да и то лишь на начальной стадии. Потом и в Российском Императорском Флоте шестовые мины на миноносках заменили частью на метательные мины (ими были вооружены 49 миноносок по состоянию на 1900 год), частью — на те же торпеды (57 миноносок по состоянию на тот же год)[7];
- 3) Минные катера и миноноски всегда были с одной паровой машиной и одновальными (то есть машина работала на один гребной винт) — в отличие оснащавшихся двумя паровыми машинами и двухвальных мореходных миноносцев. На самом же деле — уже шведские минные катера № 3-6 постройки еще 1870-х гг. с двумя машинами, работавшими на два вала и миноносцы бывали с одной машиной и валом[8].

## Минный и торпедный катер: сходство и различия
Обычно основными различиями между минными и торпедными катерами считается наличие у последних двигателей внутреннего сгорания и существенно большая скорость полного хода торпедных катеров.
Однако на самом деле — чёткой технической и хронологической границы между минными и торпедными катерами не существует: первые трансформировались в последние в процессе постепенного эволюционного развития. Во время Русско-японской войны 1904—1905 гг. британская компания Джона И. Торникрофта построила несколько минных катеров типа «Дрэгонфлай», оснащенных 14-дюймовым (355,6-мм) торпедным аппаратом и имевшим в качестве двигателя бензиновый мотор. В ходе испытаний на Темзе они показали скорость полного хода 20 узлов.
В 1904 году американская компания «Флинт» предложила России десять 35-тонных миноносок «Никсон» (названных так в честь автора проекта Л. Никсона) с двигателями, работавшими на газойле (миноноски были отправлены в Севастополь весной 1905 года).
Наконец, в 1906 году по проекту Аттилио Бизио итальянская компания FIAT построила 8,4-тонный минный катер «Фиат Муггиано» — также с бензиновым мотором (он стал первым минным катером, имевшим три огневые точки — 37-мм пушку и два пулемёта).
С другой стороны — в Великобритании в годы Второй Мировой войны строились паротурбинные артиллерийско-торпедные катера типа MGB.
Что же касается скорости, то самые быстроходный из минных катеров (серии «Эутерпе» британской (но для итальянского флота) постройки 1883—1884 гг.) развивали скорость 25 узлов, а самые тихоходные торпедные катера (итальянские типа MAS 1 постройки 1915 года) имели полный ход всего 23 узла.

## История развития и боевого применения

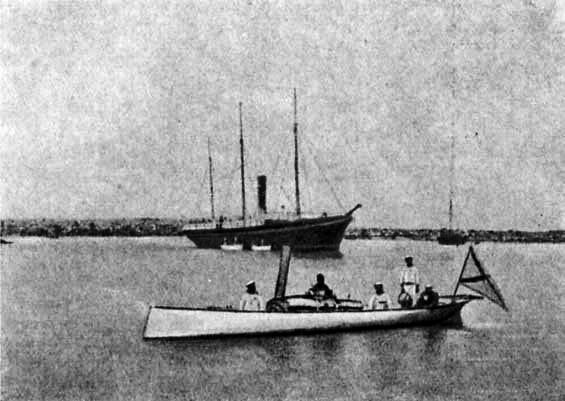
Минный катер «Чесма» на фоне минного транспорта «Великий князь Константин»

В начале своего развития минное оружие с активными средствами доставки должно было решить две задачи. Первая — быть средством «партизанской» войны, когда малые материальные и временны́е вложения позволяли эффективно и в какой-то мере на равных бороться с дорогостоящим флотом больших кораблей. Вторая — выполнять роль средства борьбы с броненосцами, броня которых некоторое время с момента их появления выигрывала состязание с корабельной артиллерией — в максимальной мере это проявилось в бою «Вирджинии» (бывший «Мерримак») с «Монитором» 9 марта 1862 года, когда корабли несколько часов вели артиллерийскую дуэль, но так и не смогли пробить броню друг друга.
Соответственно, встал вопрос о средстве, способном поразить подводную часть броненосцев ниже броневого пояса. Эта цель в последующие годы стала сложной технической задачей для создателей первых торпед: торпеда должна была устойчиво идти строго на заданной глубине (в те годы — примерно 1,5-2 метра) — ниже броневого пояса, но и не настолько глубоко, чтобы пройти под килем корабля. До начала 70-х годов XIX века (до появления первых удачных торпед) технически доступным средством были только мины — мины заграждения или мины, скрытно доставляемые к вражескому кораблю малыми судами — подводными и полуподводными лодками, весьма несовершенными на то время, или катерами.
Первая попытка применения морского минного оружия состоялась во время Войны за независимость США 1775—1783 гг. Носителем первой морской мины (с большими допущениями её можно классифицировать по принятой в XIX веке системе, как буксируемую мину; по современной же классификации — это объектная мина, поскольку она неподвижно устанавливалась на корпусе атакуемой цели) была подводная лодка Дэвида Бушнелла «Черепаха» (англ. «Turtle»). Атака была неудачной — закрепить мину буравом на днище корабля-цели (незадолго до этого обшитом медным листом для защиты от червей-древоточцев) не удалось. Никто из экипажа британского линейного корабля 3-го класса «Орел» (англ. HMS «Eagle») даже так никогда и не узнал, что подвергался первому в истории подводному нападению.
Первый опытный образец парового катера («броненосной лодки») с шестовым минным вооружением («минным тараном») был построен в России на Николаевской верфи предположительно в 1863 или 1864 году по инициативе и проекту инженер-генерал-майора (впоследствии — инженер-генерал-лейтенанта) Е. Б. Тизенгаузена. Лодка была испытана специально назначенной комиссией и была найдена «пригодной», но дальнейшего развития вплоть до 1876 года эта идея на военном флоте России не получила.
Первое боевое применение малые минные суда получили в ходе Гражданской войны в США 1861—1865 гг. И дальнейшее — во время Русско-турецкой войны 1877—1878 гг.
После Русско-турецкой войны 1877—1878 гг., в ходе которой состоялось первая успешная торпедная атака — шестовые, буксируемые и метательные мины отошли на второй план (но не в военном флоте России, где метательные мины оставались на вооружении еще и в 1905 году), уступив пальму первенства «самодвижущимся минам» (торпедам).

### Первый успешный боевой опыт применения активного минного оружия в ходе Гражданской войны в США 1861—1865 гг.
С началом войны южане объявили открытый конкурс на лучший проект подводной лодки. Из представленных проектов предпочтение было отдано проекту инженера Аунлея, под руководством которого и была построена серия небольших подводных (точнее — полуподводных) лодок. Первая лодка получила название «Дави́д» (по имени библейского героя Дави́да, победившего великана Голиафа; под «голиафами», естественно, подразумевались надводные корабли северян).
В октябре 1863 года лодка этой серии атаковала стоявший на якоре броненосный корабль северян, но взрыв был осуществлен преждевременно и лодка погибла. Спустя четыре месяца аналогичную попытку предприняла лодка «Ханли» (англ. «H.L.Hunley»), но от волны, поднятой проходившим рядом пароходом, она зачерпнула воду и затонула. Наконец, 17 февраля 1864 года «Ханли» стала героем события, о котором в «Морской истории гражданской войны» написано:

14 января Морской министр написал вице-адмиралу Дальгорну, командующему флотом у Чарльстона, что по полученным им сведениям конфедераты спустили на воду новое судно, способное уничтожить весь его флот… ночью 17 февраля недавно построенный прекрасный корабль Хаузатоник (англ. «Housatonic») в 1200 тонн водоизмещением, стоявший на якоре перед Чарльстоном, был уничтожен при следующих обстоятельствах: около 8 ч 15 мин вечера был замечен в саженях 50 от корабля какой-то подозрительный предмет. Он имел вид доски, плывущей на корабль. Через две минуты он был уже около судна. Офицеры были заблаговременно предупреждены и имели описание новых «адских» машин со сведениями о наилучшем способе избавляться от них. Вахтенный начальник приказал потравить якорные канаты, дать ход машине и вызвать всех наверх. Но, к несчастью, было уже поздно… Ста фунтов пороха на конце шеста оказалось достаточным для уничтожения самого сильного броненосца.— Submarine. Российский подводный флот. История создания. Создание и развитие подводного корабля. Лев Семёнович Шапиро. Давид сокрушает Голиафа.
Правда, сама лодка не избежала участи своей жертвы. После успешной атаки лодка подала на берег условный сигнал о возвращении, после чего пропала без вести. По мнению американских исследователей, работа которых отражена в документальном фильме "Криминалистическая экспертиза подлодки «Ханли» (США, 2004), гибель лодки наступила вследствие механических повреждений, полученных от взрыва собственной мины. Так или иначе — гибель «Хаусатоника» вызвала большой резонанс и привлекла во всём мире усиленное внимание к боевым средствам, которые ещё совсем недавно многими не воспринимались всерьез — как к собственно подводным лодкам, так и к активному минному оружию.
Почти симметричный ответ северян последовал через восемь с небольшим месяцев — в ночь с 27 октября на 28 октября 1864 года паровой баркас под командованием лейтенанта Кушинга (англ. William B. Cushing), вооруженный шестовой миной, атаковал броненосец южан «Албемарл», который стоял на рейде Плимута в устье реки Роанок. Команде баркаса удалось преодолеть защитный бон из брёвен (просто рассоединив их) и ударить шестовой миной в подводную часть броненосца. Корабль затонул в течение нескольких минут. Баркас тоже погиб — либо от слишком близкого взрыва, либо из-за того, что был затянут водоворотом, образованным тонущим броненосцем.
На тот момент паровые надводные лодки и катера были более доступными и технически более практичными носителями активного минного оружия, чем полуподводные и подводные суда (которые находились только на самом начальном этапе технического развития и имели очень существенные ограничения в возможностях боевого применения, связанные с их техническим несовершенством). Минные катера (особенно первые) тоже были весьма несовершенны — но всё же в значительно меньшей степени.
Всего в ходе Гражданской войны в США флот Конфедерации потерял примерно 50 морских боевых кораблей, примерно 40 (80 %‼) из которых погибли от мин — плавучих (якорных и дрейфующих), шестовых и буксируемых.

### Развитие минных катеров в мирное время. 1870-е годы. Торникрофт и Ярроу
В самом начале 1860-х годов русский вице-адмирал (впоследствии — полный адмирал) Г. И. Бутаков начинает экспериментировать с шестовым минным оружием. В 1862 году на Балтике он практически установил, что минимальная длина шеста шестовой мины должна быть 20-25 футов (примерно 6-7,5 метра) — на таком расстоянии подводный взрыв порохового заряда необходимой мощности не приносил вреда атакующему судну. Одним из учеников Бутакова в области минного оружия был мичман (в Русско-турецкую войну 1877—1878 гг. — лейтенант; впоследствии — вице-адмирал) С. О. Макаров, под руководством которого в ходе Русско-турецкой войны 1877—1878 гг. русские моряки успешно использовал шестовые и буксируемые мины, а также произвели вторую и третью в мировой истории (последняя стала и первой успешной) боевые торпедные атаки.
В 1870 году Германия первой из европейских стран включила в национальную военную судостроительную программу серию из шести минных катеров (впрочем по водоизмещению — 24-34 тонны — они были скорее миноносками), каждый из которых должен был нести две шестовые мины. Но решив, что из-за низкой скорости (не более 8 узлов), которая не позволит им перехватывать современные (для того времени) корабли (даже относительно старые на тот момент броненосцы постройки начала 1860-х гг. давали полный ход 8,5 узла и более), они будут неэффективны, морское министерство Германской Империи переоборудовало их в катерные минные заградители. Ещё до постройки этих катеров — в конце 1860-х гг. — Кайзерлихмарине пополнились двумя колёсными минными пароходами — «Риваль» и «Зефир». Однако в силу очень малой скорости (не более 5 узлов) и большой уязвимости из-за своих значительных размеров — они также были неспособны выполнять поставленные перед ними задачи.
В 1872 году Джон И. Торникрофт создал прогулочный катер «Наутилус», который поставил рекорд своего времени — смог обогнать гоночные гребные восьмёрки на Темзе (скорость «Наутилуса» была приблизительно 12 узлов). Газеты всей Европы широко освещали этот случай — ранее такое никому не удавалось. Вскоре после этого новый катер «Миранда» показал невероятный для того времени результат — 16 узлов. Эти достижения принесли Торникрофту мировую известность, первые военный заказы (головным среди которых стал норвежский минный катер «Рапп» (норв. Rapp — «Быстрый»); в 1874—1875 гг. на основе его проекта компания Торникрофта построила еще 7 минных катеров для разных стран) и уже вскоре — признанное мировое лидерство в разработке и строительстве минных катеров и миноносок.
Конструктивно-технические характеристики минного катера «Рапп»: лёгкий корпус с тонкой стальной обшивкой водоизмещением 15 тонн, паровая машина двойного расширения типа «компаунд» мощностью 90 л. с., средняя скорость — 12,5 узла, максимальная скорость — 14,97 узла.
В 1874—1875 годах верфь Торникрофта, расположенная на Темзе в городе Чизвик, строит, как уже упоминалось выше, практически по этому же проекту ещё 7 минных катеров: по одному для Австро-Венгрии (№ 1), Дании (№ 1) и Швеции («Спринг») и по два для Франции (№ 5 и № 6) и России (миноноски № 1 и № 2; первая позже получила название «Шутка», вторая — «Сулин»). В отличие от «Раппа» эти катера имели машины мощностью уже 180—190 л. с., что обеспечивало им скорость 16-18 узлов. Проект «Раппа» оказался настолько удачным, что его пробовали копировать и в других странах (такой копией был, в частности, шведский «Ульвен»), но «катера-подражания» получались значительно хуже — их скорость едва превышала 10 узлов максимум.
В середине 1870-х годов у Торникрофта появляется сильный конкурент — английский конструктор Э. Ярроу (англ. Yarrow), который первым заказом построил для флота Аргентины 4 минных катера водоизмещением по 11 тонн, которые не уступали «Раппу». Позже такие же катера приобрели США, Франция, Нидерланды и Греция. В 1878 году Ярроу получил первый заказ и от британского правительства для Королевского Флота.
В марте 1877 года по инициативе французов, сделавших очередной заказ Торникрофту, были проведены испытания, в ходе которых минный катер французского флота постройки Торникрофта успешно атаковал шестовой миной и потопил устаревший корабль «Байонезе», использованный в качестве цели, сам оставшись при этом совершенно невредимым.

### Русские минные катера в Русско-турецкой войне 1877—1878 гг.
На начало войны российский флот на Чёрном море многократно уступал турецкому. Не было физической возможности ни перевести эскадру с Балтики ни времени построить новые сколько-нибудь крупные корабли.
Минные катера русского Черноморского флота действовали на "два «фронта» — Дунайская флотилия минных катеров и четыре катера «парохода активной обороны» (действовавшего как вспомогательный крейсер, как минный пароход и как минный транспорт) «Великий князь Константин» (оперировали в основном у побережья Кавказа — Сухум, Батум, Гагры, но провели одну операцию и в устье Дуная (в Сулине)). Также следует упомянуть две миноноски — № 1 и № 2. Приписанные к Одесскому военному порту они, тем не менее, участвовали в одном из рейдов «Великого князя Константина».
Первые катера начали поступать на Дунай в конце ноября 1876 года в преддверии войны. На тот момент Россия не имела достаточного количества минных катеров или миноносок специальной постройки, поэтому использовались разъездные паровые катера, снятые с кораблей Балтийского флота и императорских яхт. Большинство из них унаследовали имена своих кораблей.
Катера Дунайской флотилии, снятые с других судов и кораблей:
- «Первенец»
- «Не тронь меня»
- «Грейг»
- «Спиридов»
- «Петр Великий» (позже переименованный в «Красотку»)
- «Генерал-Адмирал»
- «Ксения» (с пароходофрегата «Олаф»),
- «Варяг»
- «Джигит»
- «Опыт»
- «Держава»
- «Царевна»
- «Царевич» (бывший катер «Ласточка» («Rindunica»), предоставленный на время войны (уже после её начала) румынским правительством; в литературе нередко упоминается под именем «Цесаревич»)[24].

Катера Дунайской флотилии специальной постройки:
- «Шутка» (построен на заводе Торникрофта как прогулочный катер для цесаревича (наследника престола; будущего Императора Александра III), катер имел стальной корпус).
- «Мина» (построен на заводе Берда в Санкт-Петербурге, корпус был сделан из меди, первоначально назывался «Маб»; с позволения главнокомандующего, Великого князя Николая Николаевича, катер был приобретен у заводчика и доставлен на Дунай уже после начала военных действий).

Снятые с кораблей разъездные катера как правило имели одноцилиндровые машины в 5 индикаторных лошадиных сил, скорость по течению составляла 6 узлов, против течения — 2-3 узла, при встречном ветре вообще могли не справиться с течением.
Катера имели на вооружении две носовые шестовые мины на шестах длиной около 12 метров с системой бугелей, коушей и вилок, закреплённой на «накидных банках» которые крепились непосредственно к корпусу катера. Первоначально некоторые катера имели ещё и два кормовых шеста с минами («лягательные»), которые вставлялись в своеобразные уключины и выдвигались при помощи системы блоков и талей, но от них вскоре отказались, так как их применение было маловероятным.
В боевое положение шестовые мины катеров приводились усилиями двух-трех человек. Мины были трех типов: с пороховыми зарядами в 8 русских фунтов (3,3 кг), в 15 фунтов (6,15 кг) и в 60 фунтов (24,6 кг). Чтобы подвести шестовую мину под ватерлинию корабля-цели, катер должен был приблизиться к нему на 4-5 метров — фактически вплотную. Подрыв осуществлялся либо взрывателем нажимного действия системы штабс-капитана Трумберга, либо электровзрывателем, питаемом от гальванической батареи, установленной на катере.
Катера парохода активной обороны «Великий князь Константин»:
- «Чесма» — построен на заводе Берда;
- «Синоп» — бывший «промерный» (гидрографический) катер;
- «Наварин» — снят с яхты «Держава»;
- «Минёр» (позже «Сухум») — снят со шхуны «Полярная звезда».

Катера планировалось либо заказать на заводе Берда в Санкт-Петербурге, либо использовать имеющиеся катера, снятые с «поповок» и других кораблей флота. В результате только один катер был сделан по заказу, остальные же были из числа тех, что просто оказались в данный момент «под рукой». 26 декабря 1876 года приказом Макарова № 21 им были присвоены имена.
Среди них «Чесма» был единственный катер, имевший сносную мореходность. Другие катера могли использоваться только в тихую погоду, а их скорость не превышала 6 узлов. Водоизмещение катеров было в среднем около 6 тонн, длина — менее 20 м. Их вооружение первоначально состояло из буксируемых мин («крылаток» системы Макарова; «крылатки» представляли собой мину, удерживаемую на плаву специальным буем и снаряжённую 3-пудовым (49,2 кг) зарядом пороха, буксируемую на относительно длинном (35-40 метров) тросе; свое название они получили за своеобразные «крылья», которые отводили мину на 30-40 градусов в сторону от спутного следа катера; по идее — применяя такие мины, экипаж катера подвергался значительно меньшей опасности, так как отпадала необходимость приближаться к атакуемому кораблю вплотную — тем более, что «крылатка» преодолевала и бон), позже — шестовых мин. Ещё позже катера «Чесма» и «Синоп» были снабжены средствами для запуска торпед Уайтхеда: минный катер «Синоп» буксировал торпеду на специальном самодельном плотике, который перед пуском торпеды подтягивали к борту, а минный катер «Чесма» получил кустарный торпедный аппарат в виде деревянной трубы со стопором, закреплённой под килем катера.

#### Боевые операции минных катеров Дунайской флотилии
С самого начала боевых действий катера занимались постановкой минных заграждений. Сопутствующие акции с применением шестовых мин — кроме атаки в Мачинском рукаве Дуная в ночь на 14 мая 1877 года — носили скорее оборонительный характер.
В ночь на 14 мая 1877 года минные катера «Джигит», «Ксения», «Царевич» и «Царевна» обнаружив в Мачинском рукаве отряд из трёх турецких кораблей, потопили монитор «Сейфи». Катерами командовали:
- «Джигит» — мичман В. П. Персин;
- «Ксения» — лейтенант А. П. Шестаков;
- «Царевич» — лейтенант (впоследствии — полный адмирал) Ф. В. Дубасов;
- «Царевна» — мичман М. Я. Баль[24].

Утром 8 июня 1877 года, во время постановки русскими якорных мин у острова Мечка, катер «Шутка» атаковал турецкий вооружённый пароход «Эрекли» («Erekli»), пытавшийся помешать постановке (в минной постановке участвовал и катер «Мина», но в атаке он участия не принимал из-за поломки в машине). Шестовая мина не сработала и атака не принесла результатов. Катером «Шутка» командовал будущий полный адмирал Н. И. Скрыдлов.
Днём 8 июня эти же катера пытались атаковать канонерскую лодку «Подгорица» («Podgoriza»), но из-за неполадок и повреждений, атака не состоялось, и катера были вынуждены отступить. От полного уничтожения катера спасло только то, что у канонерской лодки были другие цели.
11 июня катера «Шутка», «Мина» и «Первенец» атаковали ту же канонерскую лодку «Подгорица» у острова Белино. Атака также оказалась безрезультатной. Катерами командовали:
- «Шутка» — мичман Нилов;
- «Мина» — гардемарин Аренс;
- «Первенец» — унтер-офицер Петров[24].

#### Боевые операции минных катеров парохода активной обороны «Великий князь Константин»
В ночь на 1 мая 1877 года катера парохода атаковали буксируемыми минами вооруженную яхту «Султание», стоящую на Батумском рейде. Из-за обрыва проводов взрыва мин не произошло. В ночь с 28 мая на 29 мая 1877 года катера совместно с миноносками № 1 и № 2 на рейде Сулина атаковали броненосный корвет «Иджлалие» с помощью шестовых мин. Атака была безуспешной. Миноноска № 1 была потоплена, её команда попала в плен.
В ночь с 11 августа на 12 августа 1877 года состоялась атака броненосца «Ассари-Шевкет» (или «Ассари-Тевфик») на Сухумском рейде. Турецкий корабль получил повреждения.
В ночь с 15 декабря на 16 декабря 1877 года минными катерами «Чесма» и «Синоп» была произведена первая в истории русского флота торпедная атака броненосцев на Батумском рейде.
Наконец, в ночь с 13 января на 14 января 1878 года катерами «Чесма» и «Синоп» была произведена первая в истории успешная торпедная атака против каноне́рской лодки «Интибах» на Батумском рейде.
После Русско-турецкой войны 1877—1878 гг., в ходе которой состоялось первая успешная боевая торпедная атака, шестовые и буксируемые мины отошли на второй план, активное развитие получили «самодвижущие мины» (торпеды) и минные катера были существенно потеснены более подходящими для торпедных атак миноносками — хотя и оставались популярным оружием вплоть до Русско-японской войны 1904—1905 гг.

### Минные катера в Русско-японской войне 1904—1905 гг.
В Русско-японскую войну 1904—1905 гг. минные катера активно использовались русской стороной в качестве сторожевых в Порт-Артуре и Второй Эскадрой Флота Тихого океана в период её перехода на театр военных действий (в портах и гаванях временной стоянки). Что же касается боевых успехов минных катеров в той войне, то русский минный катер с эскадренного броненосца «Победа» потопил торпедой в начале обороны Порт-Артура японский эскадренный миноносец, а японские минные катера с эскадренных броненосцев «Микаса» и «Фудзи» тяжело повредили в ночь на 11 июля 1904 года в бухте Тахэ два русских эскадренных миноносца: контрминоносец «Боевой» и истребитель «Лейтенант Бураков».